# Nitokra typica
Nitokra typica är en kräftdjursart som beskrevs av Boeck 1865. Nitokra typica ingår i släktet Nitokra och familjen Ameiridae. Inga underarter finns listade i Catalogue of Life.